# Крће
Крће је насеље у Србији у општини Сјеница у Златиборском округу. Према попису из 2022. било је 321 становника (према попису из 1991. било је 334 становника).

## Демографија
У насељу Крће живи 226 пунолетних становника, а просечна старост становништва износи 30,9 година (29,0 код мушкараца и 33,0 код жена). У насељу има 72 домаћинства, а просечан број чланова по домаћинству је 4,68.
Ово насеље је великим делом насељено Бошњацима (према попису из 2002. године).
|  |

| Демографија | Демографија | Демографија |
| Година      | Становника  | Становника  |
| ----------- | ----------- | ----------- |
| 1948.       | 284         |             |
| 1953.       | 316         |             |
| 1961.       | 307         |             |
| 1971.       | 335         |             |
| 1981.       | 351         |             |
| 1991.       | 334         | 334         |
| 2002.       | 337         | 440         |

| Етнички састав према попису из 2002.‍ | Етнички састав према попису из 2002.‍ | Етнички састав према попису из 2002.‍ | Етнички састав према попису из 2002.‍ | Етнички састав према попису из 2002.‍ |
| ------------------------------------ | ------------------------------------ | ------------------------------------ | ------------------------------------ | ------------------------------------ |
|                                      |                                      |                                      |                                      |                                      |
| Бошњаци                              | Бошњаци                              |                                      | 333                                  | 98,81%                               |
| Муслимани                            | Муслимани                            |                                      | 1                                    | 0,29%                                |
| непознато                            | непознато                            |                                      | 3                                    | 0,89%                                |

| Година пописа     | 1948. | 1953. | 1961. | 1971. | 1981. | 1991. | 2002. |
| ----------------- | ----- | ----- | ----- | ----- | ----- | ----- | ----- |
| Број домаћинстава | 43    | 43    | 42    | 49    | 57    | 60    | 72    |

| Број чланова      | 1 | 2 | 3  | 4  | 5  | 6  | 7  | 8 | 9 | 10 и више | Просек |
| ----------------- | - | - | -- | -- | -- | -- | -- | - | - | --------- | ------ |
| Број домаћинстава | 1 | 7 | 11 | 17 | 12 | 12 | 10 | 1 | 0 | 1         | 4,68   |

| Пол    | Укупно | Неожењен/Неудата | Ожењен/Удата | Удовац/Удовица | Разведен/Разведена | Непознато |
| ------ | ------ | ---------------- | ------------ | -------------- | ------------------ | --------- |
| Мушки  | 126    | 45               | 78           | 3              | 0                  | 0         |
| Женски | 113    | 22               | 80           | 10             | 1                  | 0         |
| УКУПНО | 239    | 67               | 158          | 13             | 1                  | 0         |

| Пол    | Укупно                    | Пољопривреда, лов и шумарство | Рибарство                            | Вађење руде и камена | Прерађивачка индустрија       |
| ------ | ------------------------- | ----------------------------- | ------------------------------------ | -------------------- | ----------------------------- |
| Мушки  | 54                        | 16                            | 0                                    | 28                   | 3                             |
| Женски | 16                        | 13                            | 0                                    | 0                    | 2                             |
| УКУПНО | 70                        | 29                            | 0                                    | 28                   | 5                             |
| Пол    | Производња и снабдевање   | Грађевинарство                | Трговина                             | Хотели и ресторани   | Саобраћај, складиштење и везе |
| Мушки  | 1                         | 0                             | 1                                    | 0                    | 3                             |
| Женски | 0                         | 0                             | 0                                    | 0                    | 0                             |
| УКУПНО | 1                         | 0                             | 1                                    | 0                    | 3                             |
| Пол    | Финансијско посредовање   | Некретнине                    | Државна управа и одбрана             | Образовање           | Здравствени и социјални рад   |
| Мушки  | 0                         | 0                             | 0                                    | 1                    | 0                             |
| Женски | 0                         | 0                             | 1                                    | 0                    | 0                             |
| УКУПНО | 0                         | 0                             | 1                                    | 1                    | 0                             |
| Пол    | Остале услужне активности | Приватна домаћинства          | Екстериторијалне организације и тела | Непознато            | Непознато                     |
| Мушки  | 0                         | 0                             | 0                                    | 1                    | 1                             |
| Женски | 0                         | 0                             | 0                                    | 0                    | 0                             |
| УКУПНО | 0                         | 0                             | 0                                    | 1                    | 1                             |